# Burley
Burley és una població dels Estats Units a l'estat d'Idaho. Segons el cens del 2000 tenia 9.316 habitants.

## Demografia
Segons el cens del 2000, Burley tenia 9.316 habitants, 3.288 habitatges, i 2.373 famílies. La densitat de població era de 873 habitants per km².
Dels 3.288 habitatges en un 39,5% hi vivien nens de menys de 18 anys, en un 55,7% hi vivien parelles casades, en un 12,7% dones solteres, i en un 27,8% no eren unitats familiars. En el 25% dels habitatges hi vivien persones soles el 12,2% de les quals corresponia a persones de 65 anys o més que vivien soles. El nombre mitjà de persones vivint en cada habitatge era de 2,75 i el nombre mitjà de persones que vivien en cada família era de 3,31.
Per edats la població es repartia de la següent manera: un 31,9% tenia menys de 18 anys, un 10% entre 18 i 24, un 25,5% entre 25 i 44, un 18,1% de 45 a 60 i un 14,5% 65 anys o més.
L'edat mediana era de 31 anys. Per cada 100 dones de 18 o més anys hi havia 90,1 homes.
La renda mediana per habitatge era de 27.981 $ i la renda mediana per família de 33.376 $. Els homes tenien una renda mediana de 26.865 $ mentre que les dones 17.304 $. La renda per capita de la població era de 12.689 $. Aproximadament el 15,2% de les famílies i el 18,4% de la població estaven per davall del llindar de pobresa.

## Poblacions més properes
El següent diagrama mostra les poblacions més properes.